# BoltBus

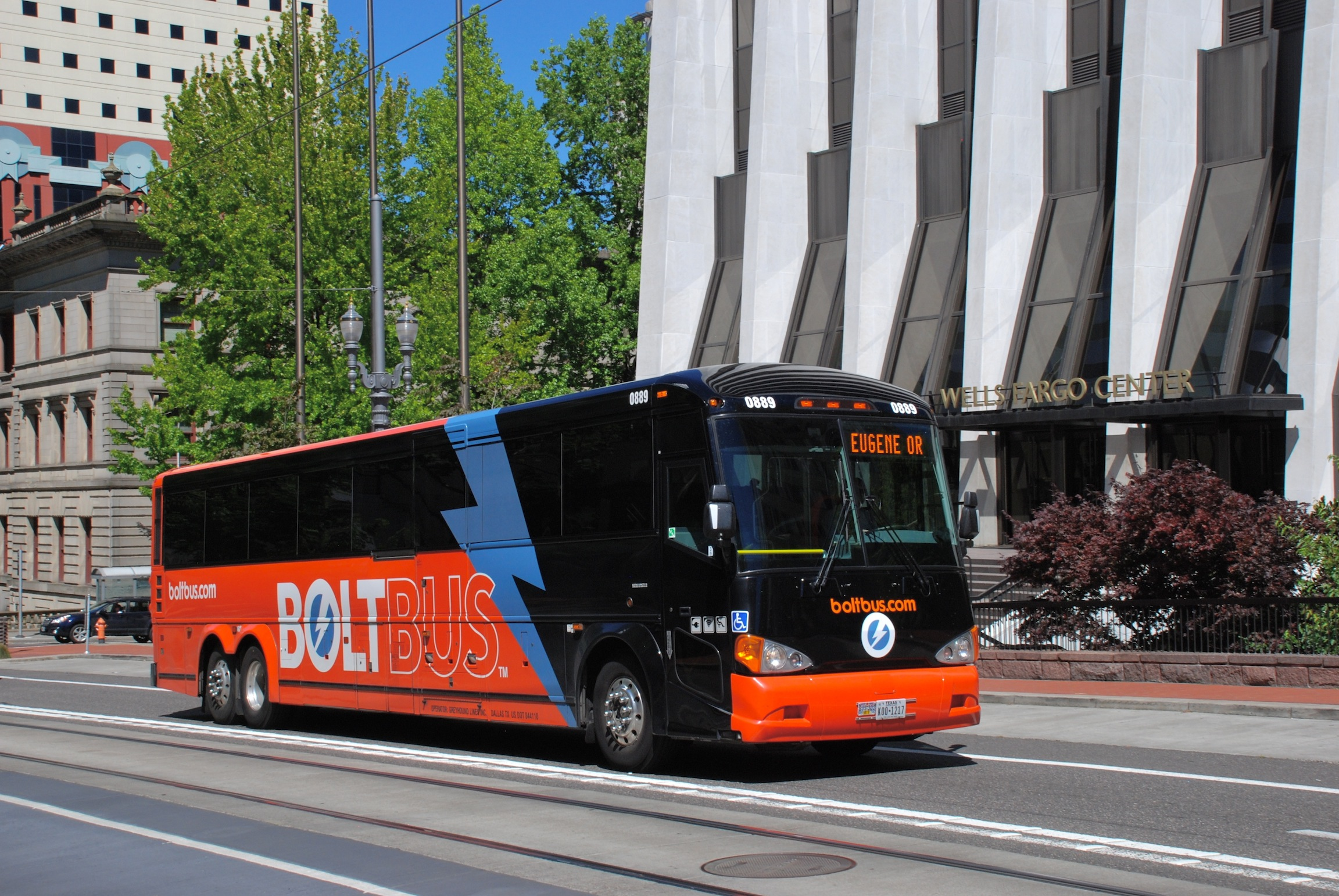
BoltBus 0889 en Portland Oregon 2014.

BoltBus es una línea de autobuses que opera en el Noreste de los Estados Unidos. Es también una empresa en consorcio de 50/50 entre Greyhound Lines y Peter Pan Bus Lines y provee servicio entre la Ciudad de Nueva York y otras ciudades en el Noroeste de Estados Unidos, utilizando las existentes líneas autorizadas de Greyhound (aunque es otro negocio diferente). Los modelos de los autobuses son parecidos a los de Megabus usado por Stagecoach Group, rival de la empresa emparentada de Greyhound FirstGroup, en el Reino Unido y en partes de Estados Unidos ofrecen pasajes empezando desde US$1.00, dependiendo de que tan lejos es el viaje.